# أليس أوسمان
أليس أوسمان هي كاتبة إنجليزية ولدت في 16 أكتوبر 1994 اختصت بكتاباتها في أدب الشباب، أشتهرت لكتابتها رواية هارت ستوبر التي تحولت إلى مسلسل صدر على منصة نتفليكس في 2022 والذي كان من بطولة كيت كونور وجو لوك مما أكسبها ترشيحًا لجائزة بافتا التلفزيونية وجائزتين إيمي للأطفال والعائلة ككاتبة ومنتجة، أصدرت أول رواية لها "سوليتير" في عام 2014.